# カブトムシ (お笑いコンビ)
カブトムシは、ソーレアリア所属のお笑いコンビ。2004年4月結成。2012年2月解散。
旧コンビ名は「CUB&MUSI」（読み同じ）。芸風は主にコントを行っていた。

## メンバー
こすけ（本名：小助川 拓郎（こすけがわ たくろう）、1979年10月4日 - ）
- ボケ担当。東京都出身。高知大学教育学部卒業。血液型O型。

てつを（本名：永田 哲也（ながた てつや）、1980年9月25日 - ）
- ツッコミ担当。岡山県出身。高知大学教育学部卒業。血液型B型。

## 経歴
- 高知大学の南溟寮で出会い、寮祭名物である1年生の余興に出演するためにコンビを結成。
- 高知県の芸能事務所「DreamFactory」に2年間所属していた。高知で4回の単独ライブを実施して、延べ800人を動員した。
- 2006年5月に東京に拠点を移し、芸能事務所ソーレアリアに所属していた。
- 2007年、ABCお笑い新人グランプリノミネート。

## 出演
- 爆笑オンエアバトル（NHK）戦績1勝5敗 最高433KB（これはオフエアのKBであり、オンエアの最高は409KB）
  - 「CUB&MUSI」として5回出演、それ以降は「カブトムシ」として出演。オンエアは「CUB&MUSI」時代。
- オンバト+（NHK）戦績5勝2敗 最高513KB
  - 第1回チャンピオン大会 ファーストステージ11位敗退
- エンタの神様（日本テレビ）キャッチコピーは「お調子者の昆虫記」。2回出演
- 笑っていいとも!（フジテレビ）
- 爆笑最前線（NHK）
- ぐるぐるナインティナイン（日本テレビ）「おもしろ壮へいらっしゃい」のコーナー
- 爆笑ピンクカーペット（フジテレビ）　キャッチコピーは「お笑いファーブル昆虫記」
- 爆笑レッドシアター（フジテレビ）「ホワイトシアター」のコーナー
- 東京ビタミン寄席（CTN）
- よる125
- 笑点（日本テレビ、2011年7月3日）